# Wah-wah
O efeito wah-wah é um efeito de filtro usado na música (principalmente na guitarra elétrica e no trompete) causando uma "modificação na qualidade vocal de um som". Este efeito não muda a nota tocada, como faz o oitavador, e sim atenua algumas frequências.
Como efeito eletrônico, consiste em um filtro passa-baixa cuja frequência central é variável. Quando a frequência central do filtro varia de um valor baixo a alto, ele produz um som semelhante a uma voz humana pronunciando "uaaa", simulando os formantes da voz humana. Conforme o pedal é pressionado, a amplitude das frequências altas e baixas do sinal aumenta e é cortada. Um wah-wah funcionando corretamente não deve alterar o volume do sinal.

## Etimologia
Seu nome é uma onomatopeia que faz referência ao som do instrumento, que varia entre mais aberto ou mais fechado.

## Tipos de wah-wah
Além do efeito originalmente produzido pelo mudo, existem dois tipos principais de wah-wah:
- Efeito que é controlado pelo guitarrista ao manipular um pedal com o pé, que move a haste serrilhada de um potenciômetro controlando a frequência central do filtro.
- O wah-wah automático. Neste caso, o pé do guitarrista é substituído por um oscilador de baixa frequência (LFO, Low Frequency Oscillator) ao qual deve ser pré-ajustada uma série de modulações e ajustes, bem como variações do "tempo" de acordo com o ritmo da peça musical.

## Descrição

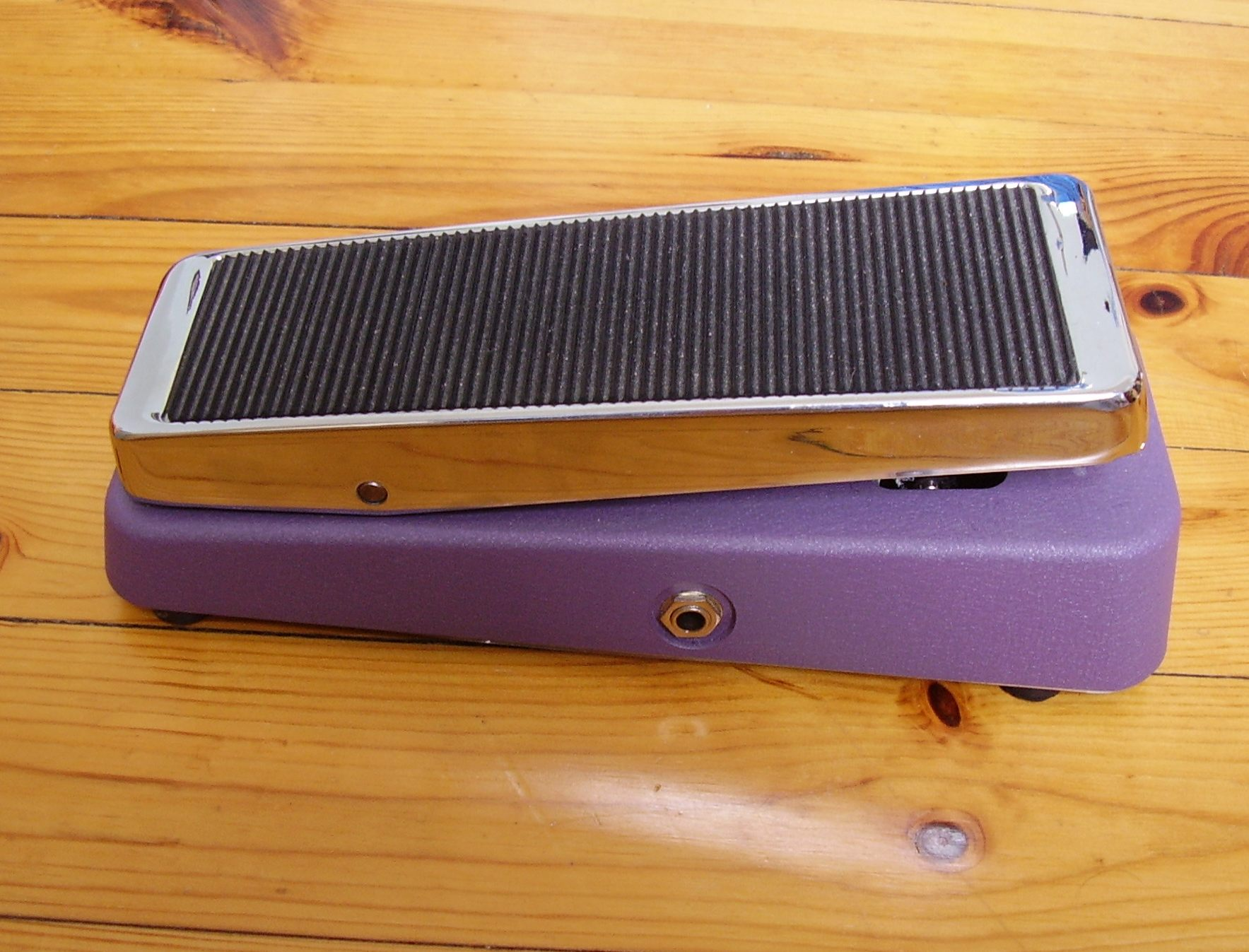
Pedal de wah-wah.

Tecnicamente ele é um filtro de frequências que atua amplificando uma determinada faixa, sendo a banda passante do filtro determinada pela posição do pedal. Os mais comuns como o Cry Baby atuam na faixa de 500 Hz a 2 Khz.
Existem modificações possíveis de serem feitas a fim de melhorar o pedal, como chaveamento true by-pass, para evitar perda de sinal, e alterações de timbre e faixa de atuação.
Ele tem o formato similar ao de um acelerador de carro e uma das marcas mais famosas é a Dunlop (além de Vox, Budda, Rocktron, Ibanez, Boss entre inúmeros outros).
Tornou-se muito popular após ser peça fundamental nos sons de George Harrison, Tony Iommi, Matt Bellamy, Carlos Santana, Jimi Hendrix, John Frusciante, Jerry Cantrell, Peter Frampton, Richie Sambora, Slash, Dimebag Darrell, Cliff Burton (ex - baixista da banda Metallica), Geezer Butler (ex - baixista da banda Black Sabbath), Tom Morello, Kirk Hammett, entre outros.
Jimi Hendrix fez muito para popularizar o wah-wah no final dos anos 1960, como pode ser ouvido apenas começando em "Voodoo Child (Slight Return)" no álbum Electric Ladyland de 1968. Outra música do mesmo álbum, "Little Miss Strange" um efeito wah-wah percussivo, feito" emudecendo "as cordas da guitarra. Hendrix proclamou o guitarrista de blues Earl Hooker o "mestre do wah-wah".
Este efeito foi posteriormente utilizado por muitos músicos de funk e soul ao longo dos anos 70, como é notável em "Theme From Shaft", a faixa-título que Isaac Hayes compôs para o filme Shaft de 1971, na guitarra de Charles "Skip" Pitts.
O efeito de wah-wah também pode ser obtido na gaita de boca (harmônica) através de um movimento feito com uma das mãos enquanto se toca o instrumento.